# Посольство Венеційської республіки до України 1650 року
Посольство Венеційської Республіки до України 1650 року — перша в історії венеційсько-українських взаємин дипломатична місія. Відбулася за рішенням сенату Венеційської республіки з ініціативи її посла у Відні Н.Сагредо та за підтримки папського нунція у Варшаві Дж. Тореса, які займалися пошуками і погодженням кандидатури на посланця до України. Ним став поет і священик, венеційський підданий Альберто Віміна да Ченеда, який від 1647 мешкав у польській столиці. У своїй поїздці він представляв венеційського посла у Відні і не мав повноважень укладати угоди і договори; вірчу грамоту і посольські інструкції йому підписав Сагредо, який склав також листа до Б.Хмельницького. Посольству доручалося зібрати відомості про стосунки між турками і татарами, озброєння останніх й схилити українського гетьмана на бік європейської антитурецької коаліції. Після прибуття 3 червня до Чигирина венеційського посланця прийняв Хмельницький в оточенні своїх старшин. Переговори тривали в атмосфері доброзичливості і взаєморозуміння й завершилися 13 червня в Суботові. У ході зустрічей і бесід гетьман вітав успіхи Венеції у війні з турками, висловив готовність прилучитися до неї. Разом з тим він вказав на необхідність відвернути загрозу польського нападу на Україну, досягти союзу з кримським ханством та одержати грошову допомогу від Венеції. Наприкінці переговорів Хмельницький передав для Сагредо листа. Венеційська і українська сторони дійшли згоди, що їх обмін пропозиціями і думками має характер попередніх переговорів, які слід продовжити найближчим часом.
Після повернення до Варшави Віміна склав реляцію до венеційського сенату, котрий вирішив направити до козаків нове посольство, але вже безпосередньо від свого імені. Тоді ж розпочалася підготовка до цієї місії, яку, однак, було припинено через загострення стосунків між Польщею і козацьким військом.
Одним з важливих наслідків посольства до Хмельницького було оприлюднення й поширення в Італії й інших країнах Заходу автентичних матеріалів про Україну та її збройні сили — завдяки виданню у Венеції творів Віміна «Донесення про походження і звичаї козаків» (1656) та «Історія громадських воєн у Польщі» (1671).